# Chorągiew kozacka Tomasza Zamoyskiego (Czernego)

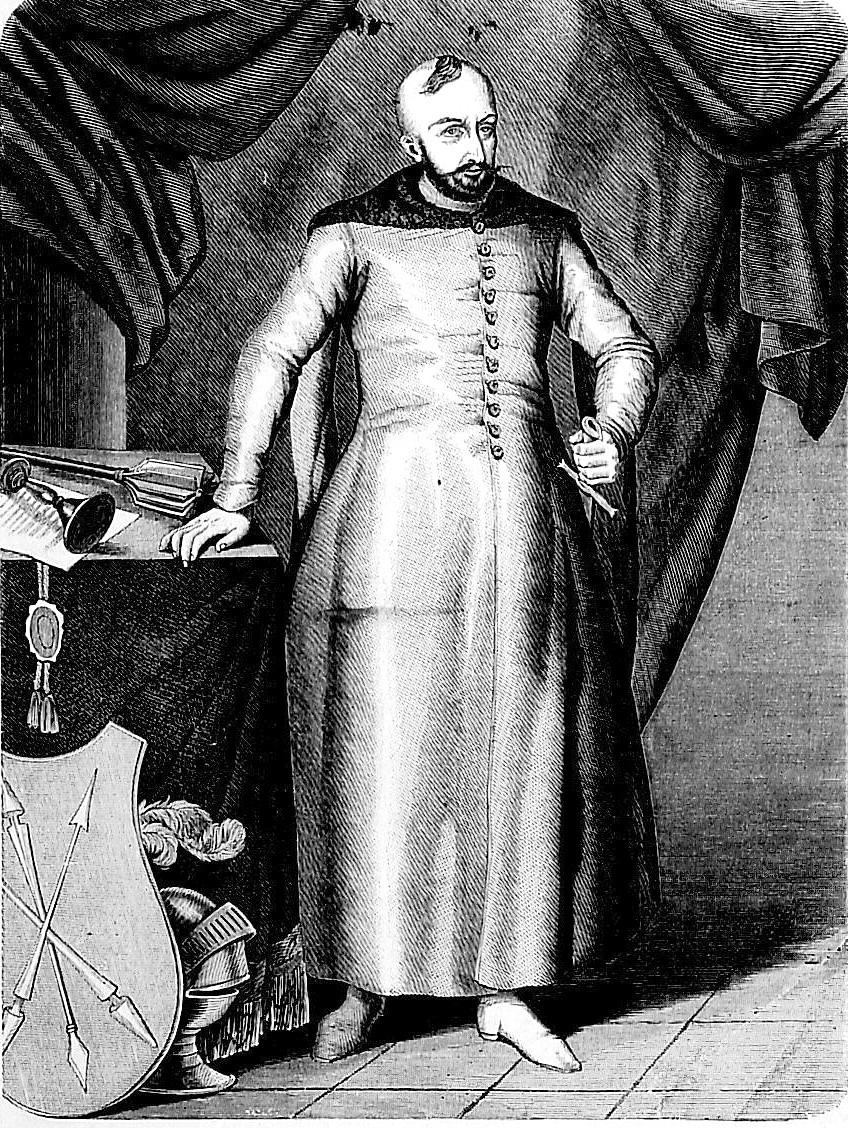
Tomasz Zamoyski herbu Jelita

Chorągiew kozacka prywatna Tomasza Zamoyskiego pod dow. St. Czernego – chorągiew jazdy kozackiej I połowy XVII wieku, okresu wojen ze Szwedami i Moskwą.
Szefem tej chorągwi był wojewoda kijowski - Tomasz Zamoyski herbu Jelita, podkanclerzy koronny od 1628 i kanclerz wielki koronny od 1635, natomiast faktycznym dowódcą - Stanisław Czerny, podstoli litewski.
Stan liczebny tej chorągwi we wrześniu 1633 wynosił 150 koni.